# Kevin Han
Kevin Qi Han (* 25. November 1972 in Shanghai) ist ein aus China stammender US-amerikanischer Badmintonnationalspieler. Cindy Shi ist seine Ehefrau. Gemeinsam haben sie zwei Kinder.

## Karriere
Han verließ 17-jährig im November 1989 China. 1994 bekam er die US-amerikanische Staatsbürgerschaft. In der Folge nahm er 1996, 2000 und 2004 an Olympia teil. Als beste Platzierung erkämpfte er dabei Rang neun im Herreneinzel 2000 und Rang neun im Herrendoppel 2004. National erkämpfte er 13 US-Meistertitel. 1997, 1999 und 2001 wurde er Panamerikameister.

## Sportliche Erfolge
| Saison | Veranstaltung              | Disziplin    | Platz | Name                     |
| ------ | -------------------------- | ------------ | ----- | ------------------------ |
| 1994   | USA: Einzelmeisterschaften | Herreneinzel | 1     | Kevin Han                |
| 1995   | Bulgarian International    | Herrendoppel | 1     | Thomas Reidy / Kevin Han |
| 1995   | USA: Einzelmeisterschaften | Herreneinzel | 1     | Kevin Han                |
| 1996   | USA: Einzelmeisterschaften | Herrendoppel | 1     | Kevin Han / Tom Reidy    |
| 1996   | Olympia                    | Herreneinzel | 33    | Kevin Han                |
| 1997   | Panamerikameisterschaft    | Herrendoppel | 1     | Kevin Han / Howard Bach  |
| 1997   | Panamerikameisterschaft    | Herreneinzel | 1     | Kevin Han                |
| 1997   | USA: Einzelmeisterschaften | Herrendoppel | 1     | Kevin Han / Tom Reidy    |
| 1997   | USA: Einzelmeisterschaften | Herreneinzel | 1     | Kevin Han                |
| 1998   | USA: Einzelmeisterschaften | Herreneinzel | 1     | Kevin Han                |
| 1998   | Miami PanAm International  | Herreneinzel | 1     | Kevin Han                |
| 1999   | Miami PanAm International  | Herreneinzel | 1     | Kevin Han                |
| 1999   | USA: Einzelmeisterschaften | Herreneinzel | 1     | Kevin Han                |
| 1999   | Panamerikameisterschaft    | Herreneinzel | 1     | Kevin Han                |
| 1999   | USA: Einzelmeisterschaften | Herrendoppel | 1     | Kevin Han / Alex Liang   |
| 2000   | Olympia                    | Herreneinzel | 9     | Kevin Han                |
| 2001   | USA: Einzelmeisterschaften | Herreneinzel | 1     | Kevin Han                |
| 2001   | Panamerikameisterschaft    | Herreneinzel | 1     | Kevin Han                |
| 2001   | Panamerikameisterschaft    | Herrendoppel | 1     | Kevin Han / Howard Bach  |
| 2001   | USA: Einzelmeisterschaften | Herrendoppel | 1     | Howard Bach / Kevin Han  |
| 2002   | USA: Einzelmeisterschaften | Herrendoppel | 1     | Howard Bach / Kevin Han  |
| 2002   | USA: Einzelmeisterschaften | Herreneinzel | 1     | Kevin Han                |
| 2004   | Peru International         | Herrendoppel | 1     | Howard Bach / Kevin Han  |
| 2004   | USA: Einzelmeisterschaften | Herrendoppel | 1     | Howard Bach / Kevin Han  |
| 2004   | Olympia                    | Herrendoppel | 9     | Howard Bach / Kevin Han  |